# 梅根·蕭內西
瑪格韓·肖内塞（英語：Meghann Shaughnessy，1979年4月13日—）是一位美國女子職業網球運動員。
她取得了職業生涯最高單打排名為＃11於 2001年，已贏得 6個 WTA巡迴賽單打冠軍。她最出名的是她的發球，這是她一個最強大的武器，並發出了多達22個 ACE球的比賽。

## 外部連結
- 梅根·蕭內西的国际女子网球协会官方資料（英文）
- 梅根·蕭內西的國際網球總會 職業／青少年 官方資料（英文）
- Fed Cup - Player profile - Meghann SHAUGHNESSY (USA) （页面存档备份，存于）